# Aşağı Tala
Aşağı Tala är en ort i Azerbajdzjan.   Den ligger i distriktet Zaqatala Rayonu, i den nordvästra delen av landet, 300 kilometer väster om huvudstaden Baku. Aşağı Tala ligger 451 meter över havet och antalet invånare är 6 027.
Terrängen runt Aşağı Tala är varierad. Närmaste större samhälle är Zaqatala, 3,3 kilometer norr om Aşağı Tala.
Omgivningarna runt Aşağı Tala är en mosaik av jordbruksmark och naturlig växtlighet. Runt Aşağı Tala är det ganska tätbefolkat, med 80 invånare per kvadratkilometer.